# Un anatroccolo a terra
Un anatroccolo a terra (Downhearted Duckling) è un film del 1954 diretto da William Hanna e Joseph Barbera. Il film è l'ottantasettesimo cortometraggio della serie Tom & Jerry.

## Trama
Quacker sta piangendo disperato guardandosi allo specchio nell'aia di una fattoria. Jerry sentendo il rumore esce dalla sua tana e va da Quacker, che gli mostra un libro dove c'è la storia de Il brutto anatroccolo e gli dice che assomiglia molto a lui. Jerry cerca quindi di fargli tornare il buonumore prima pettinandogli i capelli, e in seguito mettendogli un cappellino e un colletto. Quacker però pensa lo stesso di essere brutto e tenta varie volte di suicidarsi e farsi mangiare da Tom, ma ogni volta Jerry arriva e lo salva. Alla fine, mentre Jerry sottopone Quacker ad alcuni trattamenti di bellezza, Tom rapisce l'anatroccolo. Ma quando lo vede il gatto finisce spaventato con le spalle al muro, che poi spacca per fuggire. Vedendo la scena, Quacker crede di nuovo di essere molto brutto, così decide di non mostrare più la sua faccia a nessuno, coprendosela con un sacchetto di carta, ma poco dopo arriva una paperetta che vede Quacker triste e gli toglie il sacchetto. La paperetta dice a Quacker che è carino, così lui gioisce e poi lui e la paperetta si mettono a camminare insieme, per poi darsi un bacio e allontanarsi felici verso il tramonto.